# کول اسپانیول
| بررسی انتقادی                       | بررسی انتقادی |
| منبع                                | رتبه‌بندی      |
| ----------------------------------- | ------------- |
| آل‌میوزیک                            | [ ۱ ]         |
| The Rolling Stone Jazz Record Guide | [ ۲ ]         |

کول اسپانیول یا کول اسپانیایی(به اسپانیایی: Cole Español) یک آلبوم موسیقی منتشر شده در ۱۹۵۳ و ساخته شده توسط نت کینگ کول و تنظیم‌شده توسط نلسون ریدل بود. این یکی از سه آلبومی بود که کول با تم اسپانیولی ساخت و با دو آلبوم با دوستان من در سال ۱۹۵۹ و کول اسپانیول بیشتر در سال ۱۹۶۲ پیگیری شد. موسیقی ارکستر در هاوانا، کوبا ساخته شد و کول در ماه ژوئن در لس آنجلس، کالیفرنیا آواز خود را به آن اضافه کرد. به هر صورت اثر «Tú, mi delirio» (به معنای: تو، خدای من هستی) ساخته شده بود و نت کینگ کول صدای پیانو را بازسازی کرد. آلبوم اصلاح‌شده را پس از آن تحت نام Español and More, Vol. 1 (به معنای: اسپانیول و بیشتر، جلد یکم) منتشر شد. این آلبوم بعدها در سال ۲۰۰۷ میلادی وارد تالار مشاهیر گرمی لاتین شد. در چارت مجله بیلبورد ال‌پی رتبهٔ دوازدهم را کسب نمود.

## فهرست ترک‌ها
1. "Cachito"/"کاچیتو" (Consuelo Velázquez) – 2:50
2. "María Elena"/"ماریا النا" (Lorenzo Barcelata, Bob Russell) – 2:42
3. "Quizás, Quizás, Quizás"/"شاید، شاید، شاید" (Osvaldo Farrés, Joe Davis) – 2:46
4. "Las mañanitas"/"لاس مانیانیتاس" (سنتی) – 2:57
5. "Acércate Más"/"نزد من بیا" (Osvaldo Farrés, Al Stewart) – 2:49
6. "El bodeguero"/"انبار شراب" (Richard Egües) – 2:25
7. "Arrivederci Roma"/"آریودرسی" (رناتو راسل، Pietro Garinei, Sandro Giovannini, Carl Sigman) – 2:46
8. "Noche de ronda"/"شب گرد" (Agustín Lara) – 2:34
9. "Tú, mi delirio"/"تو خدای منی" (César Portillo de la Luz) – 2:36
10. "Te quiero, dijiste"/"مهتاب جادویی است" (María Grever, Charles Pasquale) – 2:41
11. "Adelita"/"آدلیتا" (سنتی) – 2:10

## سازندگان

### اعضای موسیقی
- نت کینگ کول – خوانندگی و پیانو "Tú, mi delirio"
- نلسون ریدل – تنظیم (موسیقی), رهبری (موسیقی)
- آرماندو رومئو جونیور – تنظیم، کنداکتر، کارگردان موسیقی
- کوارتتو ریورو - صدای پشتیبان (در Acércate Más)[۳]
- آرماندو د سیکیرا رومئو – درام